# Benedykt Wiśniewski
Benedykt Wiśniewski (ur. 21 marca 1937 r. koło Łęczycy, zm. 31 stycznia 2014 r. w Gorzowie Wielkopolskim) – polski działacz partyjny i inżynier, w latach 1984–1985 prezydent Gorzowa Wielkopolskiego.

## Życiorys
W 1966 r. ukończył Wieczorową Szkołę Inżynierską w Warszawie; był konstruktorem w Biurze Projektów Przemysłu Papierowego w Łodzi, w latach 1967–1976 w Gorzowie, pracuje kolejno: w „Stilonie”, gdzie przeszedł od stanowiska inspektora nadzoru do kierownika robót w SOWI i kierownika zabezpieczenia ruchu na Wydziale Kordu. W 1977 został kierownikiem działu transportu w GPBO „Zachód”, po przejściu do GSM – a w latach 1979–1984 prezesem nowo powstałej Spółdzielni Mieszkaniowej „Górczyn”. Został pierwszym prezydentem miasta wybranym w trybie ustawy z 20 lipca 1983 r., po akceptacji przez MRN, mianowany z dniem 1 lutego 1984. Pod wpływem krytyki za nieskuteczne działania złożył rezygnację, która została przyjęta 21 grudnia 1985; w okresie 1985–1988 był dyrektorem Zrzeszenia Przedsiębiorstw Gospodarki Komunalnej i Mieszkaniowej, następnie wrócił na stanowisko prezesa Spółdzielni Mieszkaniowej „Górczyn” którą kierował do 2005 roku. Był sekretarzem Stowarzyszenia Pomocy Bliźniemu im. Brata Krystyna. Został pochowany na  cmentarzu komunalnym przy ulicy Żwirowej (56B/1/14).